# Palapedia quadriceps
Palapedia quadriceps is een krabbensoort uit de familie van de Xanthidae. De wetenschappelijke naam van de soort is voor het eerst geldig gepubliceerd in 1936 door Yokoya.